# سند پرداز
سند پرداز (به انگلیسی: Document Processor) یک برنامه ی کاربردی است که مشابه یک واژه پرداز متن را می سازد و قالب بندی می کند، ولی برخلاف واژه پرداز ها روی چیدمان دیداری اجزای سند تاکید دارد. 

## تفاوت واژه پرداز و سند پرداز

### تفاوت عملکردی
- تاکید در واژه پرداز ها روی ساختن متن و قالب بندی متن است[۳].
- تاکید در سند پرداز ها روی «چیدمان دیداری اجزای سند» می باشد[۳].

### تفاوت اجزایی
- اجزای یک واژه پرداز، عناصر سند معمولی مثل پاراگراف ها، لیست ها، و سرتیتر ها هستند[۳].
- اجزای سند پردازها، علاوه بر عناصر سند معمولی (مثل پاراگراف ها، لیست ها، و سرتیتر ها)، توانایی برنامه ریزی سند به کمک کنترل های چیدمانی قوی، و نیز اضافه کردن قواعد قالب بندی خودکار شرطی قوی، را به عنوان مکمل شامل می شود، که در نهایت اسناد ساخت‌یافته را در خروجی می دهد[۳].

## مثال ها
نمونه‌های سند پردازها شامل برنامه ها و فن آوری هایی مثل:
- PTC Arbortext APP
- Adobe FrameMaker
- LyX
- BroadVision QuickSilver
- Syntext Serna
- Wolframnotebook interface

مثال هایی از زبان‌های نشانه گذاری که برای پردازش سند غیر گرافیکی استفاده می شود شامل:
- SGML/XML
- LaTeX
- GNU TeXmacs
- troff